# Monovolume
Le monovolume, definite anche con il termine minivan, sono autovetture caratterizzate da un'elevata spaziosità longitudinale e verticale dell'abitacolo.

## Contesto

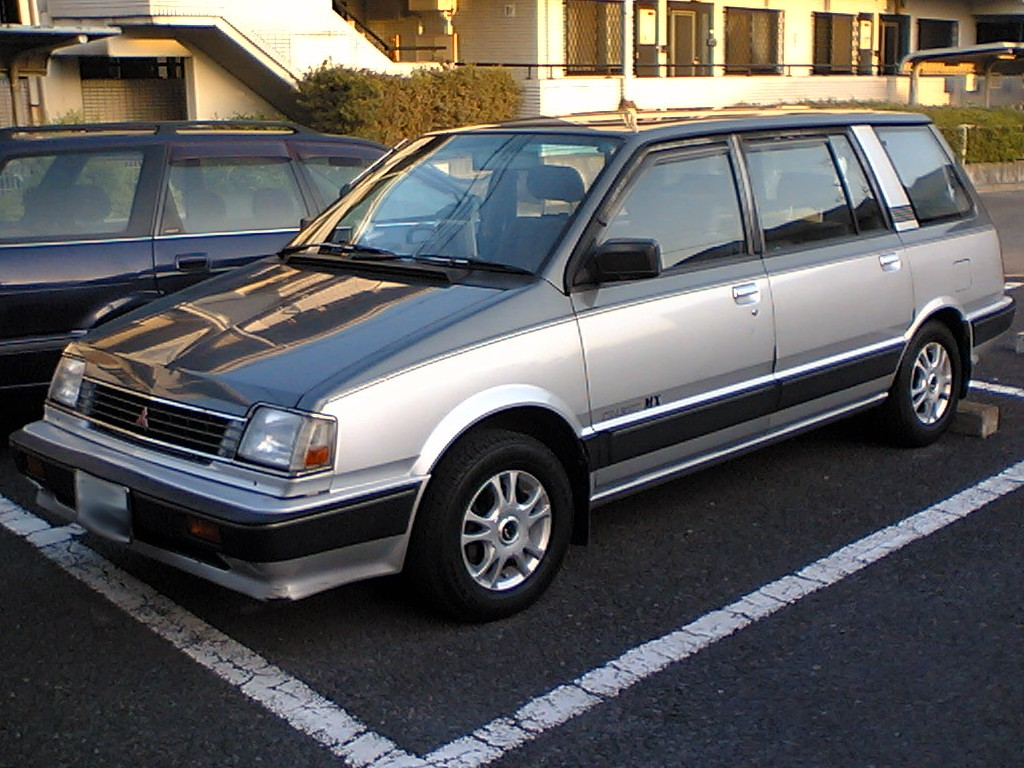
La Mitsubishi Chariot 1ª serie

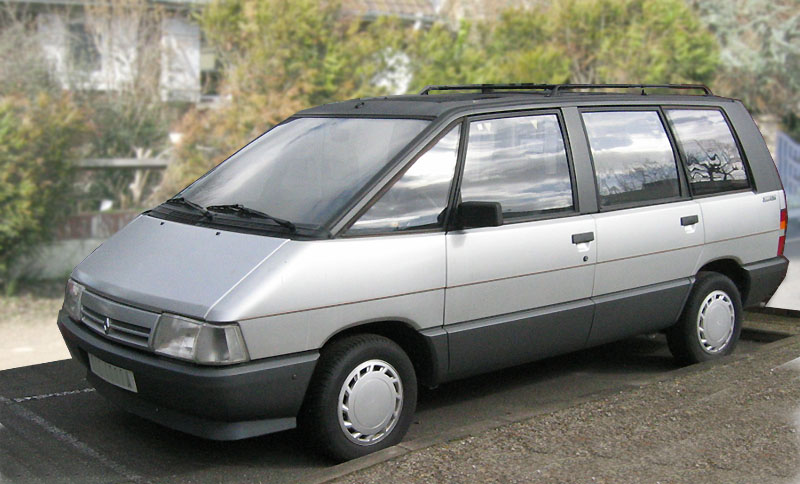
La Renault Espace 1ª serie

La concezione del moderno monovolume risale al 1972 ed ha origini italiane con una determinante partecipazione statunitense: il Museum of Modern Art di New York, infatti, in quell'anno organizza una delle più grandi e importanti mostre dedicate al design italiano, intitolata Italy: the New Domestic Landscape. Fra gli invitati riserva un posto al designer italiano Mario Bellini.
Bellini si presenta, fra le varie proposte, con una nuova concezione di veicolo denominata Kar-a-sutra. Si trattava di una monovolume squadrata, volta alla massima abitabilità, e la comunicazione fra i passeggeri col mondo esterno avviene grazie a diverse soluzioni estetico-strutturali come l'ampio abitacolo, alto e largo, un pianale completamente piano e ampie parti vetrate. La vettura era caratterizzata da un unico volume, l'abitacolo appunto, la cui parte frontale era estremamente spiovente.
Tantissime soluzioni anticipate da Bellini vengono riprese qualche anno dopo da molti modelli di monovolume giapponesi, ma è un modello europeo ad incarnarne quasi totalmente non solo il concetto ma anche le soluzioni strutturali. Nei primi anni ottanta, infatti, la Matra propone un monovolume dalle soluzioni del tutto simili al concept di Bellini; tale proposta darà vita nel 1985 alla Espace, spesso definita la prima delle monovolume moderne; in effetti può essere anche considerata l'adattamento alla produzione in serie proprio della Kar-a-sutra.

## Storia

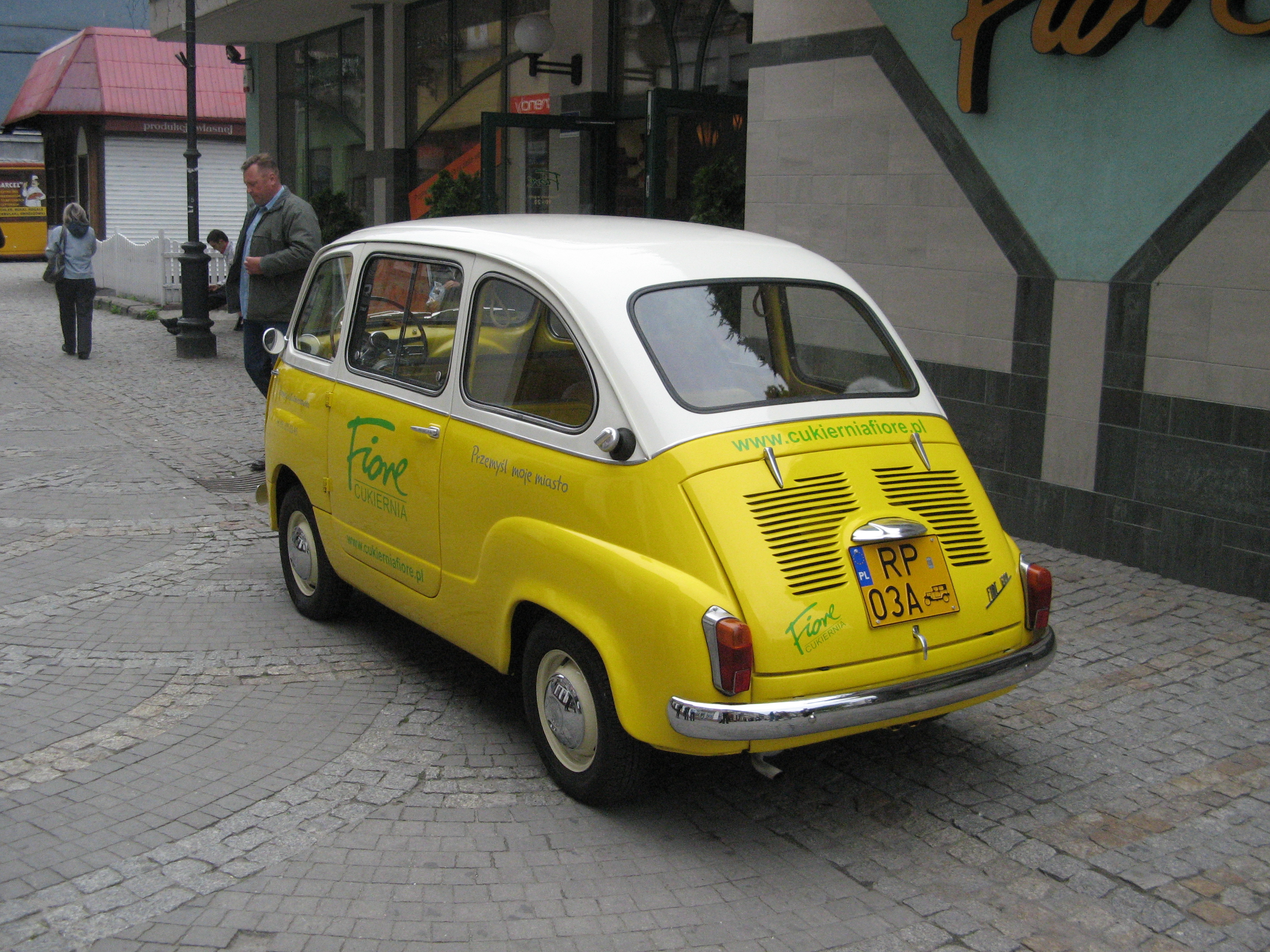
La Fiat 600 Multipla 1ª serie

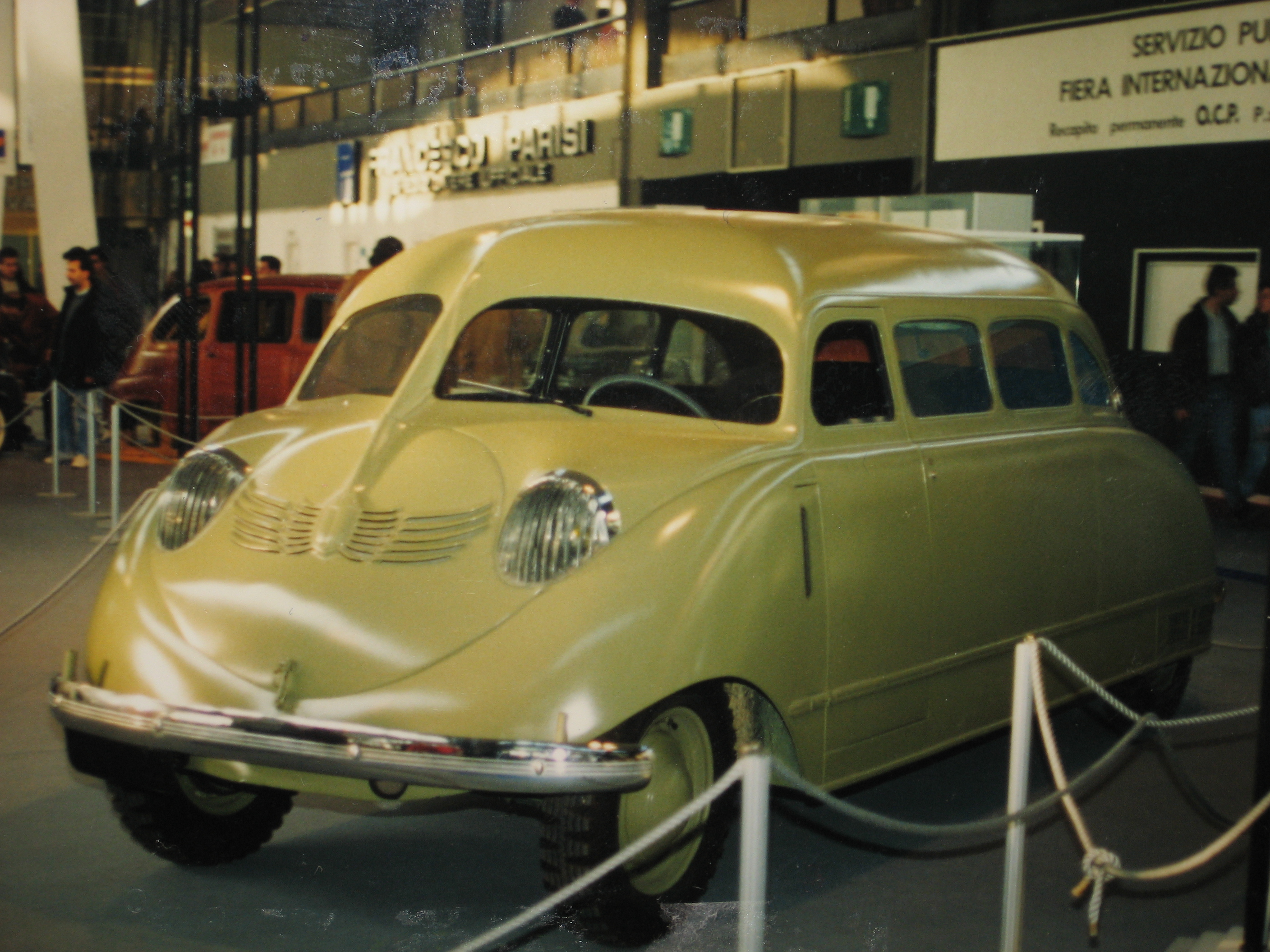
La Stout Scarab del 1935

Tuttavia, occorre ricordare che la prima monovolume costruita in grande serie fu la Fiat 600 Multipla del 1956, una piccola e originale autovettura economica che offriva 6 posti su tre file, nonostante la lunghezza di tre metri e mezzo ed il passo di soli due metri. Sempre la FIAT, nel 1965, aveva iniziato la produzione di una derivato modello di minibus, l'850 Pulmino, nuovamente ottenendo un buon successo di vendite.
Negli Stati Uniti le prime monovolume furono di costruzione giapponese, a partire dalla concept car Mitsubishi SSW (la futura Space Wagon) del 1979, seguita dalla Toyota Tercel del 1981 e, nel biennio successivo, dalla Nissan Prairie e dalla Honda Shuttle. Quanto all'invenzione della tipologia monovolume, si ritiene che il primato appartenga al carrozziere Ercole Castagna di Milano che realizzò, nel 1913, la prima automobile di questo tipo, della quale si abbia notizia.
La monovolume ante litteram, venne commissionata dal conte Ricotti che ne curò la progettazione, ispirandosi alla forma delle navicelle dei dirigibili. Costruita utilizzando un autotelaio ALFA 40-60 HP e denominata "Aerodinamica", la vettura è ora custodita nel Museo Storico Alfa Romeo di Arese.
Un primo esempio storico di monovolume è del 1935, quando la piccolissima azienda Stout Engineering realizzò alcuni esemplari del modello "Scarab", dotato di una linea decisamente estranea ai canoni stilistici dell'epoca. A partire dagli anni novanta, quasi tutte le case automobilistiche producono un modello monovolume.